# Sangue più fango uguale logos passione
Sangue più fango uguale logos passione è un film del 1974 diretto da Elsa De Giorgi.
Composto da due parti, ha una durata di 93 minuti. È noto anche con il titolo Sangue + fango = Logos passione ed è tratto dal dramma teatrale Lauda Umbra della stessa regista.

## Trama
La prima parte, dialogata, parla della passione di Gesù Cristo.
La seconda parte, recitata, è invece incentrata sulla resurrezione di Lazzaro.

## Cast
Questo è il film che segnò l'esordio di Giulio Scarpati come attore cinematografico. Nel cast, anche Fernando Caiati, Elsa De Giorgi, Anna Leonardi, Amin Mostafa, Sabrina Quaranta, Licia De Pascalis, Emanuela Santagati.